# Álvaro de Bazán (F101)
Pour les articles homonymes, voir Álvaro de Bazán.

## Origine du nom
La frégate doit son nom à l'amiral espagnol Álvaro de Bazán également homme de confiance de Philippe II. Il est connu pour sa prise du fameux Peñón de Vélez dans l'actuel Maroc en 1564. Depuis cette date, la minuscule presqu'île n'a jamais changé de camp. Il combat ensuite à la célèbre bataille de Lépante en 1571, contribue à la prise de Tunis en 1573. En 1582, il bat à la bataille des Açores Philippe Strozzi, condottiere italien dirigeant la flotte française. 

## Carrière

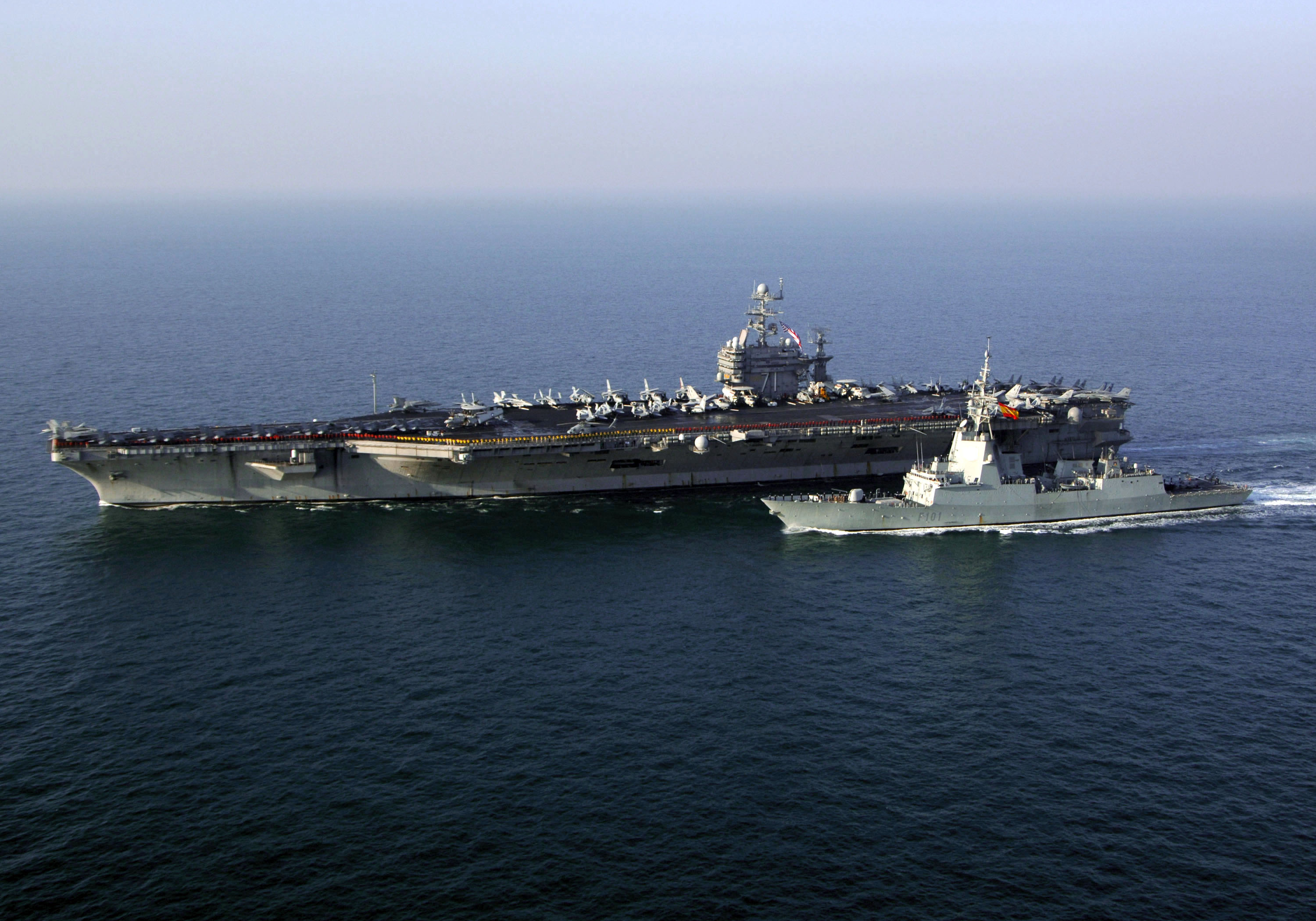
Álvaro de Bazán naviguant aux côtés du porte-avions de classe Nimitz lors du départ de lÁlvaro de Bazán du deuxième groupe aéronaval.

Fin 2005, l'Álvaro de Bazán, dont la construction a coûté 600 millions d'euros, est déployé dans le cadre du groupe aéronaval articulé autour du porte-avions USS Theodore Roosevelt dans le golfe Persique. Il s'agit du premier déploiement d'un navire de guerre espagnol dans le cadre d'un aéronaval américain.

Début mars 2007, l'Álvaro de Bazán devient le premier navire de guerre espagnol à naviguer dans eaux territoriales de l'Australie en 150 ans. Le déploiement comprend plusieurs visites au port et est effectué pour soutenir l'offre de l'entreprise espagnole Navantia de concevoir la Classe Hobart de la Royal Australian Navy. Le navire visite également l'Australie dans le cadre de la première circumnavigation effectuée par un navire de guerre espagnol en 142 ans. 